# Puits de pétrole
 (janvier 2022).
Si vous disposez d'ouvrages ou d'articles de référence ou si vous connaissez des sites web de qualité traitant du thème abordé ici, merci de compléter l'article en donnant les références utiles à sa vérifiabilité et en les liant à la section « Notes et références ».
Un puits de pétrole est un équipement chargé d'extraire le pétrole brut du sous-sol, comprenant un puits d'exploitation et du matériel de pompage ainsi que des systèmes de contrôle et/ou sécurité.
Généralement il est précédé d'un ou plusieurs « puits d'exploration » qui débouche sur un « puits d'appréciation » permettant d'estimer la quantité de pétrole qui pourra être extraite pendant la durée d'exploitation.

## Histoire et évolutions techniques

### Premières techniques d'exploitation
Les premiers forages pétroliers connus aujourd'hui se situaient en Chine vers l’an 347. Les puits pouvaient atteindre une profondeur de 240 mètres et ont été forés à l’aide de trépans attachés à des poteaux de bambou dans l’objectif d’exploiter des puits de sel. Au Xe siècle, de vastes pipelines de bambou reliaient les puits de pétrole aux sources salées. Les anciennes archives, chinoises et japonaises, contiennent de nombreuses allusions à l'utilisation du gaz naturel pour l'éclairage et le chauffage. Le pétrole était connu comme eau brûlante au Japon au VIIe siècle.
Certaines sources affirment qu'à partir du IXe siècle, des champs de pétrole ont été exploités dans la région moderne de Bakou, en Azerbaïdjan, pour produire du naphta destiné à l'industrie pétrolière. En 1264, l'exploitation de l'huile de suintement dans la Perse médiévale a été vue par Marco Polo lors de son voyage à travers Bakou, et il décrivit cet endroit comme une fontaine à pétrole et jugeait que plusieurs centaines de bateaux auraient été nécessaires pour transporter celui-ci dans sa totalité.
En 1594, des puits de pétrole sont creusés mais à la main, à Bakou, dans ce qui appartient à la Perse, d’une profondeur maximale de 35 mètres.
C'est en 1802 que les frères David et Joseph Ruffner forent un puits de 58 pieds avec une perche à ressort dans la vallée de Kanawha en Virginie-Occidentale pour produire de la saumure. Le forage prend 18 mois.

### Évolution des techniques et l'apparition de l'industrie du pétrole

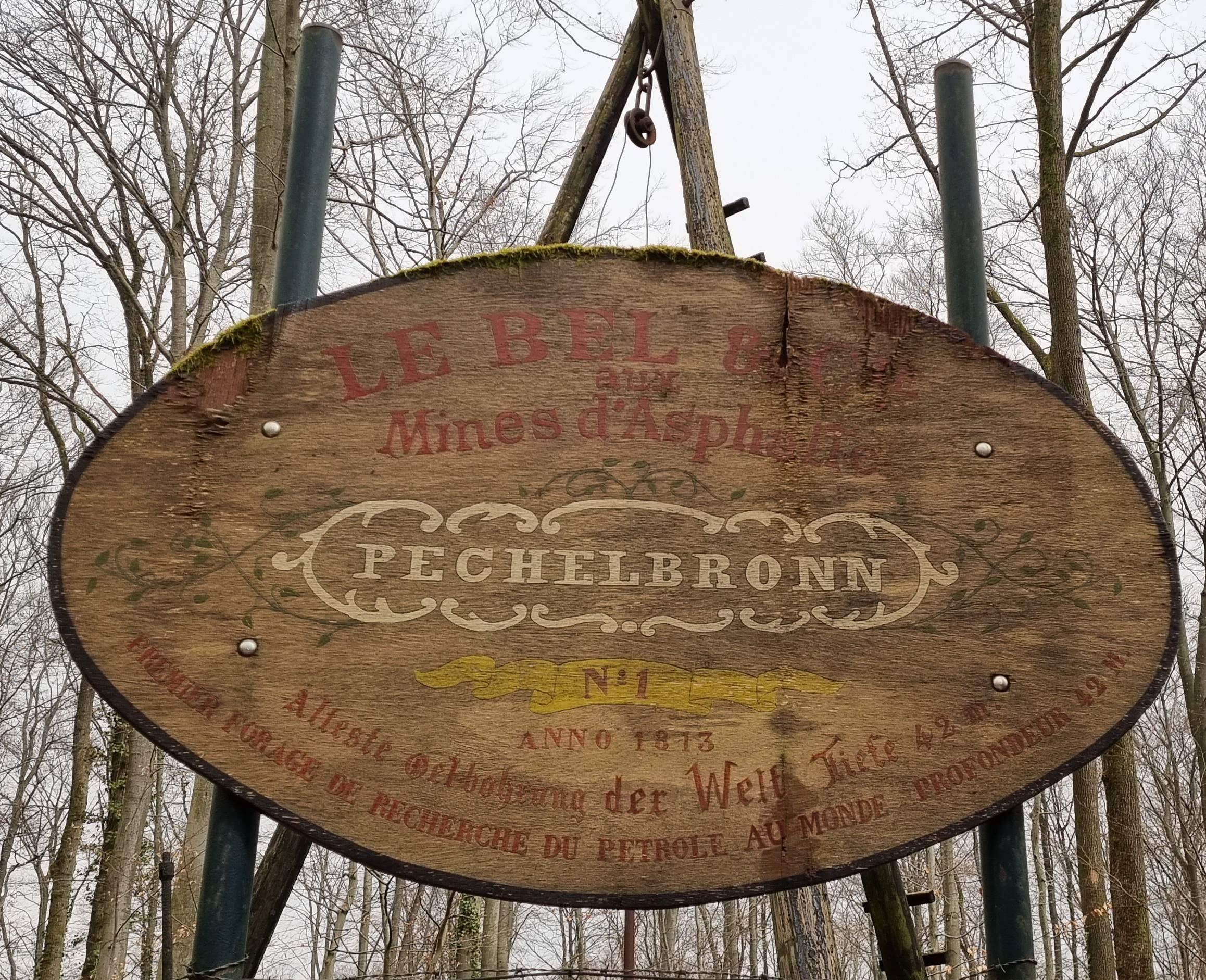
1813, Péchelbronn, Alsace, France

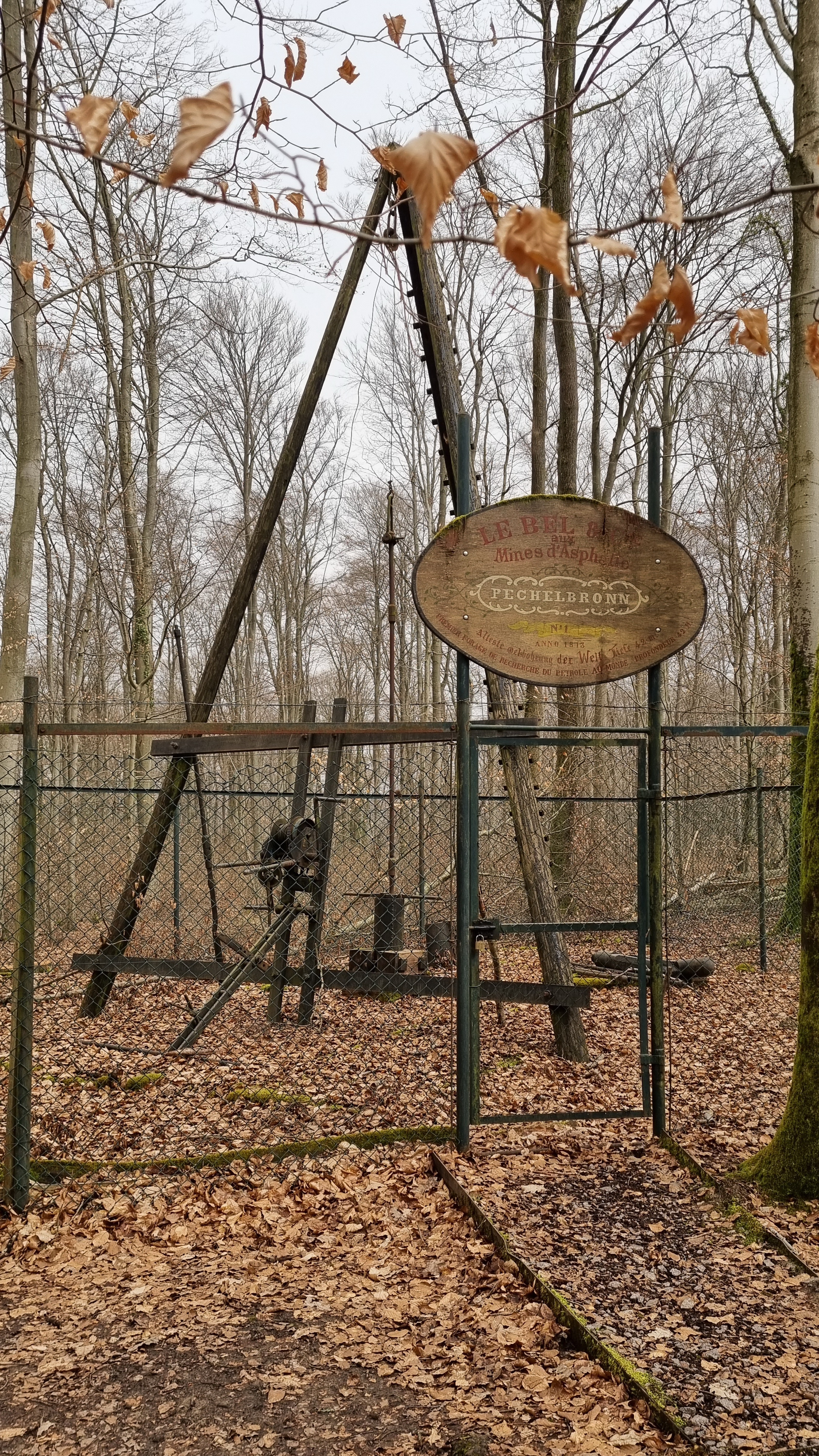
1813, Péchelbronn, Alsace, France

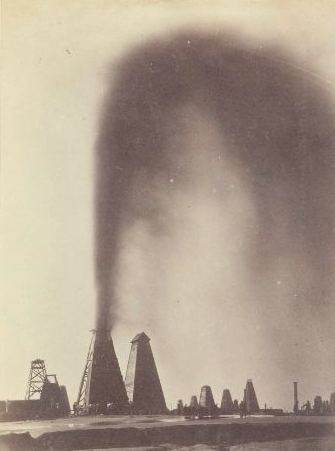
Exploitation pétrolière à Bakou en Azerbaïdjan.

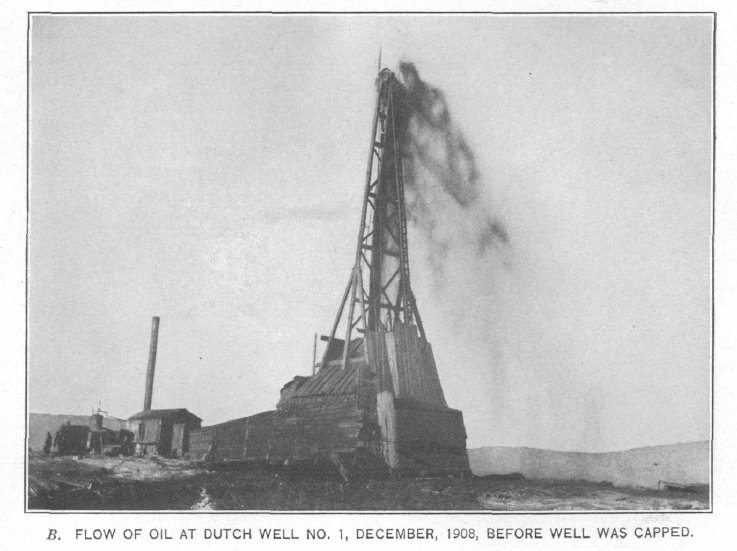
Tête de puits du champ pétrolifère de Salt Creek (Wyoming) en 1908.

En 1813, le tout premier puits de forage de recherche de pétrole au monde se trouve à Péchelbronn en Alsace, France. Sa profondeur est alors de 42 mètres. Les tout premiers puits de sondage datent de 1745. L'activité autour du pétrole en Alsace du Nord représente 500 ans d'histoire.
En 1846, à Bakou, le tout premier puits a été foré avec des moutons de battage à une profondeur de 21 mètres pour l'exploration pétrolière. En 1848, le premier puits de pétrole moderne a été foré dans la péninsule d'Absheron, au nord-est de Bakou.
En 1854, les premiers puits de pétrole en Europe sont forés entre 30 et 50 mètres de profondeur à Bóbrka, en Pologne, notamment grâce à Ignacy Łukasiewicz, pharmacien polonais et pionnier de l'industrie pétrolière qui a construit l'un des premiers puits de pétrole modernes. L’utilisation des puits de pétrole modernes a engendré la création des premières société pétrolières européennes.
En Amérique du Nord, le premier puits de pétrole, exploité dans un but commercial, l’a été par Oil Springs (société pétrolière), en Ontario, en 1858.
D'après les archives, le 27 août 1859, l'Américain Edwin L. Drake extrait pour la première fois du pétrole par forage, à une profondeur d'une vingtaine de mètres, à Titusville, en Pennsylvanie. Il s'inspire pour cela des techniques de forage des puits de sel. Un lourd trépan creuse le sol en étant suspendu au bout d'un câble qui lui transmet depuis la surface un mouvement alternatif créé par un balancier. Il ne réussit pourtant pas à breveter sa technique de forage. Le colonel Edwin L. Drake est le premier à extraire du pétrole aux États-Unis et à réussir à l'exploiter économiquement à grande échelle. Le pétrole était certes connu depuis l'Antiquité, mais c'est la découverte de Drake qui marque le début de son exploitation industrielle, notamment avec l’exportation de celui-ci sous forme de baril. La découverte du puits de Drake provoqua la « ruée vers l'or noir », la véritable naissance de l'industrie pétrolière et engendre une vague de recherches au niveau international sur le pétrole.
En 1861, le premier puits de pétrole, en Californie, est foré manuellement dans le comté de Humboldt.
Le premier puits de pétrole en mer est foré quant à lui en 1896, au gisement de pétrole de Summerland, sur la côte californienne.
En 1899, un puits de pétrole creusé à la main découvre le champ de Kern River et déclenche un boom pétrolier dans le comté de Kern.
Les premiers puits de pétrole modernes ont été forés en utilisant un outil à câble qui percutait à plusieurs reprises le sol. À partir du XXe siècle, cette technique, utilisant un outil à câble, a été en grande partie remplacée par le forage rotatif, qui permettait de forer plus profondément et beaucoup plus rapidement. En 1902, un premier appareil de forage rotatif en Californie aurait foré un puits au champ Coalinga, mais le trou est tellement tordu que cette technique est abandonnée pour le retour de l’outil à câble. Cependant, en 1908, des appareils et des équipes de forage rotatifs arrivent de la Louisiane en Californie, où ils forent des puits sur le terrain de Midway-Sunset et éliminent les problèmes de l'expérience Coalinga menée six ans plus tôt et, ainsi, démontrent l’efficacité de cette technique de forage.

### Exploitation moderne
Jusque dans les années 1970, la plupart des puits de pétrole étaient verticaux, même si ceux-ci n’étaient jamais parfaitement à la verticale à cause des défauts techniques et de l’irrégularité des sols. Cependant, les techniques modernes de forage directionnel permettent de forer des puits déviés et qui peuvent même devenir horizontaux, avec une profondeur suffisante et avec les outils appropriés. Cela a permis d'accroître l’efficacité des puits de pétrole, car les roches réservoirs contenant les hydrocarbures (pétrole, gaz naturel…) sont généralement horizontales ou presque ; de plus, un puits de forage horizontal placé dans une zone de production permet d’exploiter une plus grande surface qu'un puits vertical ; ce qui permet accroître la production. L’apparition du forage dévié et horizontal a également permis d’atteindre des zones situées à plusieurs kilomètres du lieu de forage, permettant ainsi l’exploitation d’hydrocarbures situés en dessous d’endroits où il est difficile de placer un appareil de forage, sensible à l'environnement ou peuplé.

## Caractéristiques des puits de pétrole
Connaissant le principe de formation du pétrole, les géologues vont d'abord rechercher les zones exploitables tout d'abord dans les bassins sédimentaires.

### Systèmes principaux

#### Études géologiques
Des études géologiques et géophysiques menées par des experts permettent de mettre en évidence les emplacements théoriques d’un piège à pétrole, appelés prospects. Des camions-vibreurs se chargent de rechercher le pétrole à l’aide d’ondes sismiques par le principe de la réflexion sismique.

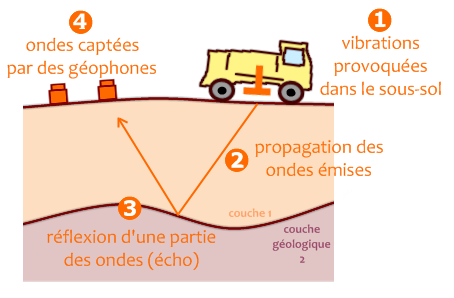
Schéma de réflexion sismique.

Celle-ci permet d'analyser les ondes renvoyées afin d’estimer la probabilité de présence de pétrole.
Le forage consiste à percer en profondeur dans le but de révéler la présence d’hydrocarbure.

#### Forage vertical
Il existe plusieurs types de forage : le forage horizontal, incliné et vertical.
Il est important de localiser l’endroit idéal du forage avant d’implanter les installations de forage car celles-ci sont très coûteuses. Dans ce cas là, on utilise la méthode du forage vertical terrestre en positionnant les installations à l’épicentre de la poche d’hydrocarbure.

#### Principe duforage«Rotary»
Afin d'accéder directement à la poche contenant les hydrocarbures, les foreurs vont devoir réaliser un trou de forage. Actuellement, la méthode de forage généralement utilisée est celle du Rotary, bien plus rapide et efficace.
Il faut dans un premier temps mettre en place un derrick de forage, une tour métallique de 30 m de haut en moyenne, servant à introduire verticalement les tiges de forage (4). Les tiges contiennent un enchaînement de tubes vissés les uns sur les autres dans lesquels se trouve un outil de forage, appelé le trépan (5) situé au bout.

#### Letrépan
Le trépan est muni de dents ou de pastilles en acier très dur. À la manière d'une perceuse électrique, le trépan attaque la roche en appuyant mais surtout en tournant à grande vitesse : il casse la roche, la broie en petits morceaux, et s'enfonce petit à petit dans le sol. À mesure que l'on s'enfonce dans le sous-sol, on rajoute une tige de forage en la vissant à la précédente et ainsi de suite. L’ensemble des tiges avec son trépan qui creuse au bout s’appelle le train de tiges (1).

#### Le tubage

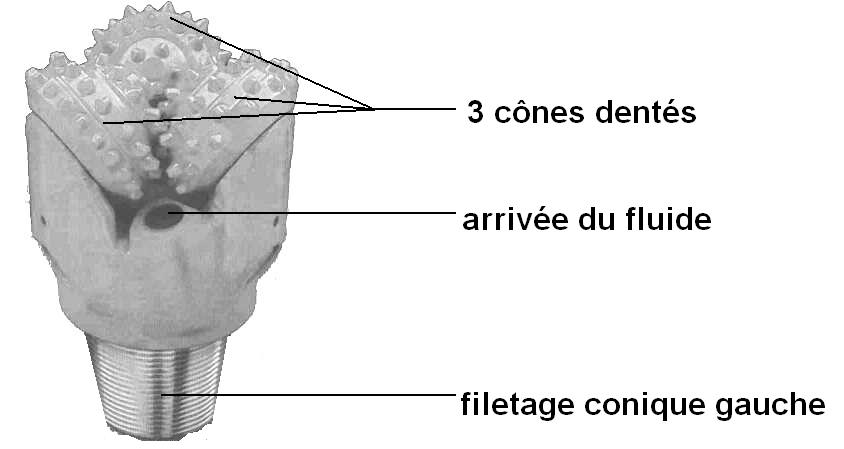
Schéma d'un trépan.

Afin d’éviter l’effondrement du trou, des cylindres creux en acier sont installés en permanence en même temps que les tiges sur toute la longueur du trou pour constituer un tube ; ces tubes sont vissés les uns aux autres à mesure de la progression du forage : c'est le tubage (3). Ce tubage n'est pas directement réalisé dans la roche nue, mais est retenu par du ciment (2). Plus on pose de tubes, plus le diamètre du trou de forage devient petit : le tubage posé occupe de l’espace et réduit le diamètre initial du trou. Ainsi, un trou de forage d’un diamètre de 50 cm au départ peut être réduit à 20 cm après la pose de plusieurs tubages.

### Fluide et système de circulation[6]

#### Fluide
Pour éviter que le trou se rebouche au fur et à mesure du forage, il faut enlever les débris de roche et nettoyer le fond du puits. Pour cela, on utilise un fluide de forage aussi appelé boue de forage par son aspect. Ce fluide indispensable au forage a une composition spéciale déterminée par un ingénieur spécialisé, adaptée aux terrains traversés lors du forage.

#### Circulation du fluide
Un circuit fermé permet de recycler la majeure partie de boue utilisée. Elle est mélangée et conservée dans un bassin, acheminée par la colonne d'injection de boue, vers la tête d'injection qui la propulse dans le train de tiges. Elle descend alors jusqu'au fond du puits et « traverse » le trépan grâce à des trous percés dans celui-ci et se retrouve dans les débris. Sous l'effet de la pression, la boue remonte entre les parois du puits et le train de tiges, emportant avec elle les débris arrachés. Une fois à la surface, une conduite d'aspiration attire la boue jusqu'à un tamis vibrant qui sépare les débris de la boue, ensuite renvoyée dans le bassin de décantation. Et ainsi de suite.
Le fluide de forage, en tant que substance dense, exerce une contre-pression hydrostatique sur la formation géologique forée. Il stabiliser la pression sur les bords du puits (pour leur éviter de s'écrouler) ; la boue de forage tend à former un gâteau de boue sur les parois du puits, contribuant à les stabiliser et à ce qu'elles ne s'effondrent pas, ce qui serait source d'obstruction du puits. Cette contre-pression s'oppose aussi à la pression naturelle des fluides contenus dans la roche, tels que le pétrole, le gaz et l'eau. En les empêchant de brutalement remonter dans le puits, elle limite le risque d'éruption (à condition que la densité de la boue de forage et la pression d'injection soit ajustée en fonction de la profondeur du puits et de la pression des formations traversées). Ce fluide sert enfin à lubrifier et refroidir les outils de forage.
Depuis les premiers forages et en raison de la raréfaction des gisements proches de la surface, la profondeur des puits tend à augmenter. Dans les années 2000, elle est souvent comprise entre 2000 et 4 000 mètres. Exceptionnellement, certains forages dépassent les 6 000 mètres, et l'un d'eux a même dépassé les 11 000 mètres.

### Différents types de récupération

#### Récupération primaire
Lorsque les hydrocarbures sont atteints, et si la pression est suffisante pour qu’ils remontent naturellement, les foreurs laissent remonter le pétrole. C'est la Récupération primaire, possible lorsque le puits est dit "éruptif" (lorsque le pétrole remonte seul). On estime que cette récupération permet de remonter 5 à 40 % du pétrole. On voit donc une très grande différence selon les puits. Un séparateur, à la surface, permet de séparer le pétrole des différents gaz et de l'eau.

#### Récupération secondaire

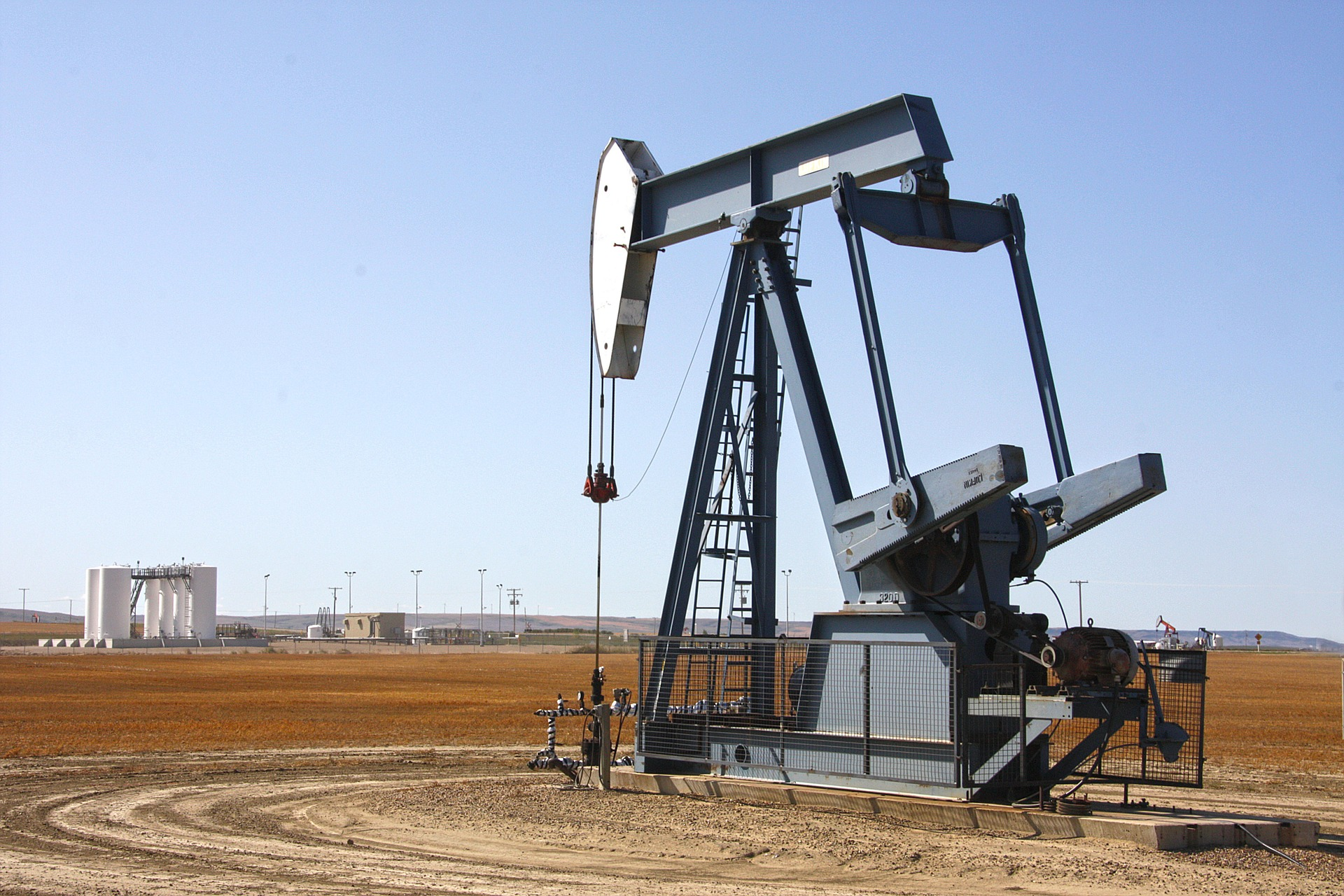
Pompe à tête de cheval.

Lorsque la récupération primaire n'est plus possible, on remplace le derrick par une ou plusieurs pompes, immergées au fond du puits, comme les chevalets de pompage (pompes à tête de cheval).
C'est la Récupération secondaire, première partie de la Récupération assistée. On augmente aussi la pression dans le puits grâce à des injections d'eau, et la ré-injection des gaz obtenus lors de la première récupération (dioxyde de carbone CO2 ou azote N).
Cette phase de l'exploitation du gisement permet quant à elle d'extraire 25 à 35 % du pétrole du puits.
Le schéma ci-dessous décrit la structure d'un puits de pétrole.
1. Moteur
2. Contrepoids
3. Arbre de transmission
4. Bras principal
5. Tête
6. Câble
7. Cylindre de récupération

8. Conduit permettant le transfert du pétrole
9. Fondation en béton
10. Enveloppe du puits
11. Câble supportant la pompe
12. Tubulure
13. Pompe
14. Valves
15. Couche renfermant du pétrole

#### Récupération tertiaire
Pour finir, les exploitants d'un puits de pétrole lancent la Récupération tertiaire, seconde partie de la Récupération assistée. Cette phase consiste à diminuer la viscosité du pétrole restant, afin de permettre d'en remonter une plus grande quantité.
Il existe différents moyens pour ceci, mais le plus utilisé est l'injection de gaz, cette fois dans la partie liquide du gisement.

### En mer[7]
Pour ce qui est des gisements sous-marins, ils sont recherchés par des navires-sismiques, qui produisent des ondes sismiques grâce à des canons à air ou à eau. L'analyse des ondes se fait sur le même principe que pour les gisements terrestres. Une fois qu'un gisement est découvert, un forage doit être mis en place pour atteindre le réservoir de pétrole.
Les puits en mer peuvent être subdivisés en
- Puits avec des têtes de puits sous-marines, dont le sommet se trouve au fond de l’océan sous l’eau, et souvent reliés à un pipeline situé au fond de l’océan.
- Puits avec des têtes de puits « sèches », dont le sommet est au-dessus de l'eau sur une plate-forme ou une chemise, qui contient également souvent un équipement de traitement du fluide produit.

Bien que l'emplacement du puits soit un facteur important dans le type d'équipement utilisé pour le forer, il existe en réalité peu de différence dans le puits lui-même. Un puits offshore cible un réservoir qui se trouve sous un océan. En raison de la logistique, forer un puits en mer coûte beaucoup plus cher qu'un puits terrestre. De loin le type le plus commun est le puits à terre. Ces puits parsèment les grandes plaines du sud et du centre, du sud-ouest des États-Unis et sont les plus courants au Moyen-Orient.

#### Différentes plateformes
1. Plateforme fixe (jusqu'à 100m) : ces plateformes sont fixées au fond de l'eau, et sont donc reliées de manière rigide au système d'extraction.
2. Plateforme auto-élévatrice (jusqu'à 500m) : elle est constituée d'une coque flottante qui circule le long de « jambes » fixées aux fonds marins.
3. Plateforme semi-submersible (jusqu'à 1000m) : cette plateforme est composée d'un flotteur immergé et d'un pont qui doit se situer au dessus de toute vague. Le flotteur est stabilisé par des hélices, et des ancres fixées aux fonds.
4. Navire à positionnement dynamique (supérieur à 1000m) : navire guidé par satellite pour un positionnement stable et vertical au dessus du gisement.

## Géographie des puits de pétrole et critères géologiques

### Répartition géographique mondiale des puits de pétrole
Les puits de pétrole peuvent être localisés sur terre pour 75 % d’entre eux et en mer pour le reste.
En raison de la logistique, forer un puits en mer coûte beaucoup plus cher qu'un puits terrestre.

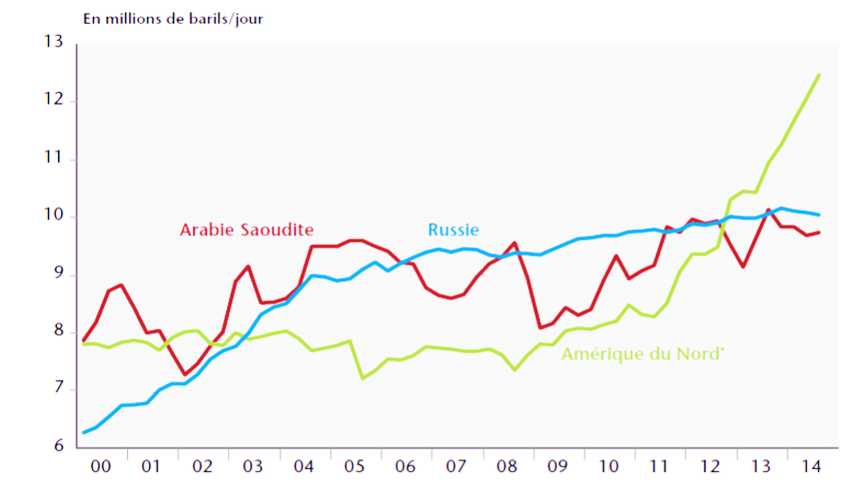
Les trois principales zones de production mondiale de pétrole.

C’est pourquoi le type de puits le plus commun est le terrestre. Ces puits sont majoritairement présents au Moyen-Orient mais parsèment aussi les grandes plaines du sud et du centre, du sud-ouest des États-Unis.
Au Moyen-Orient c’est l’Arabie Saoudite qui possède le plus de puits de pétrole avec une production autour de 550 millions de tonnes de pétrole par an depuis bientôt dix années. Soit autant que l’Irak, l’Iran, les Émirats arabes unis et le Koweït réunis. Cette zone géographique concentre 30 % des puits de pétrole mondiaux.
En Amérique du Nord, les États-Unis, le Canada et le Mexique ont ensemble une production d’environ 800 millions de tonnes sur les dix dernières années (dont notamment 500 millions juste pour les États-Unis) avec 20 % des puits de pétrole dans le monde.
La Russie s’impose de son côté comme un grand acteur mondial avec l’Arabie Saoudite et les États-Unis avec 13 % des puits de pétrole mondiaux et une production autour des 500 millions de tonnes.
Le continent africain représente 10 % des puits de pétrole et une production de 400 millions de tonnes dont la moitié pour le Nigeria et l’Angola.
L’Amérique du Sud vient après l’Afrique avec 7 % des puits dans le monde dont une grande partie pour le Venezuela et le Brésil.
La Chine pour sa part présente 4 % des effectifs mondiaux de puits de pétrole
Enfin en Europe c’est la Norvège qui est la plus influente avec 2 % des puits mondiaux.

### Les critères géologiques concernant les puits de pétrole
Chaque processus de formation de pétrole unique : un gisement de pétrole contient un mélange d’hydrocarbures qui le caractérise selon l’histoire géologique de la zone où il s’est développé.
La provenance géographique est donc un des critères de classification du pétrole (Golfe Persique, mer du Nord, Venezuela, Nigeria, etc.). Toutefois, pour établir des comparaisons entre différents sites, d’autres critères existent. Les plus importants sont les mesures de la viscosité et de la teneur en soufre du pétrole brut.
Selon la viscosité, quatre types de gisements sont définis : léger, moyen, lourd ou extra-lourd et bitume. Plus le pétrole brut est visqueux, plus il est « lourd » et donc difficile à capter.
- Le pétrole léger s'apparente à du gazole et se trouve surtout dans la zone saharienne.
- Le pétrole moyen ou intermédiaire est typique du Moyen-Orient.
- Le pétrole lourd, qui ne coule que très peu à température ambiante est majoritairement situé en Amérique du Sud.
- Le bitume en gisement est quasiment solide à température ambiante et se trouve surtout au Canada.
- La viscosité est importante pour déterminer la rentabilité de l’exploitation. En effet, un pétrole peu visqueux ou léger est plus facile à extraire et à traiter qu’un pétrole lourd.

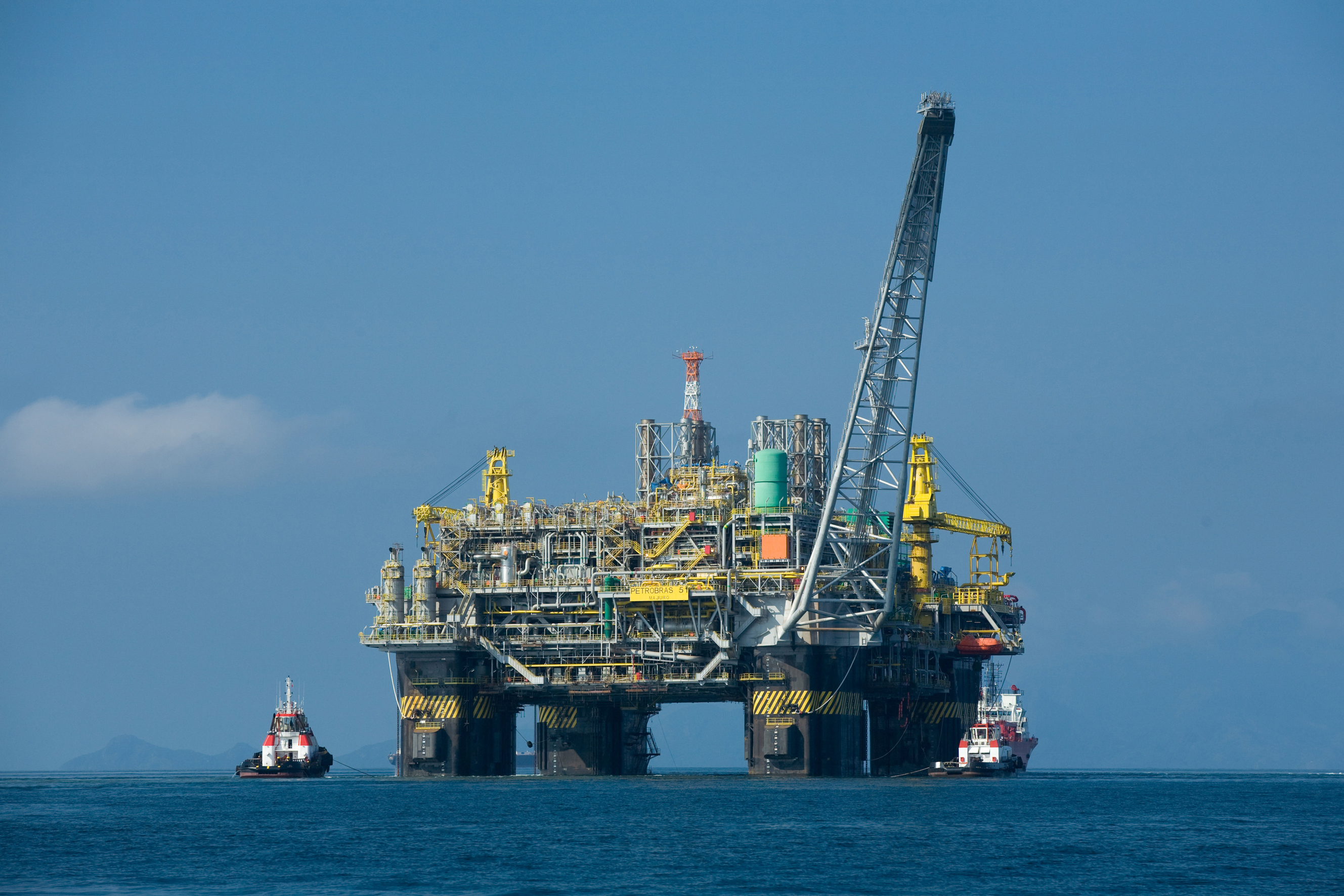
Plateforme pétrolière au Brésil sur le plateau continental.

La teneur en soufre est également un critère important pour la rentabilité d’un puits de pétrole puisqu’une faible teneur en soufre favorise le raffinage. Le pétrole brut est soit doux avec une faible teneur en soufre et c’est surtout sur le continent africain qu’il se trouve, soit sulfuré dans le cas contraire et c’est notamment le cas pour le pétrole nord-américain.
Cette mesure est utilisée pour la phase de raffinage du pétrole, une faible teneur en soufre la favorisant.
Pour le pétrole en mer, on explore et on exploite aujourd'hui le plateau continental, c'est-à-dire le prolongement des continents où la profondeur ne dépasse pas théoriquement 250 mètres.Les puits sous forme de plates-formes directement posées sur le fond sont utilisées et les interventions sous-marines sont effectuées avec des plongeurs.
Au-delà, il y a le talus continental c'est-à-dire cette pente qui descend vers la plaine abyssale à 5 000 mètres de profondeur. La prospection pétrolière à travers les navires foreurs est intéressée aujourd'hui par tout ce domaine, entre 300 mètres et 3 000 mètres de profondeur.

## Économie du pétrole
Le pétrole, surnommé l'« or noir », est le premier produit d'exportation dans le monde, soit 7,8 % de toutes les exportations mondiales.
La consommation mondiale de pétrole brut en 2014 a été de 33 733 millions de barils, en 2015 elle fut de 34 230 millions de barils.

### Production
| Pays                | Réserves            | Production |
| ------------------- | ------------------- | ---------- |
| Unité               | milliards de barils | Mbbl/j     |
| États-Unis          | 50,00               | 13,06      |
| Arabie saoudite     | 266,2               | 11,95      |
| Russie              | 106,2               | 11,26      |
| Iran                | 157,2               | 4,98       |
| Canada              | 168,9               | 4,83       |
| Irak                | 148,8               | 4,52       |
| Émirats arabes unis | 97,8                | 3,93       |
| Chine               | 25,7                | 3,85       |
| Koweït              | 101,5               | 3,02       |
| Brésil              | 12,8                | 2,73       |

Le pétrole fut à l’origine de la deuxième révolution industrielle, il a succédé au charbon et a rapidement suscité un vif intérêt économique pour les pays producteurs. Le pétrole est un atout économique majeur pour les pays qui possèdent des gisements, les revenus tirés de l’activité pétrolière sont structurants dans la consolidation des recettes publiques des États. La majorité des revenus du pétrole sont partagés entre les grandes compagnies pétrolières privées mondiales, appelées Supermajors, qui sont en concurrence avec les compagnies pétrolières nationales.

## Impact géopolitique
La géopolitique du pétrole décrit l'impact de la demande et de l'offre en pétrole sur la politique des pays consommateurs et producteurs de cette matière première essentielle au mode de vie économique actuel.
Les gisements de pétrole étant limités et leur emplacement géographique ne coïncidant généralement pas avec celui des pays consommateurs, l'exploitation des ressources pétrolifères est source de tension. Les pays consommateurs, généralement de grandes puissances militaires, sont alors tentés d'employer des moyens de pression puissants (militaires ou économiques) pour avoir accès à ces ressources. Le pétrole, matière hautement stratégique, est fréquemment associé aux affrontements internationaux depuis le début du XXe siècle.
Dans ce paragraphe, nous allons relater de manière rapide les conflits liés au pétrole les plus importants depuis le début du XXe siècle puis des enjeux actuels de la géopolitique du pétrole.
Le pétrole est une ressource exploitée depuis des millénaires sous diverses formes. D’abord sous sa forme basique (bitume ou naphte), puis sa distillation est perfectionnée pour fabriquer du kérosène pour éclairer les villes puis du fioul pour remplacer le charbon comme source d’énergie. On se met alors à en chercher activement, à commencer par les endroits où l'on trouvait du bitume affleurant tels que Bakou, et on se met à forer. Des sociétés aux noms historiques se créent à toute vitesse : Standard Oil (1863), Royal Dutch (1890), Branobel (1876), BNITO (1886), Burmah Oil (1886), etc.
Avant le milieu du XXe siècle, le pétrole était une ressource qui intéressait surtout les grandes compagnies pétrolières. Les États étaient quant à eux peu désireux de s’investir sur la scène internationale pour mettre en place une politique pétrolière à proprement parler.
La seule reconnaissance qu’obtenaient les états producteurs étaient de Royalties accordés par les compagnies lorsqu’elles le voulaient. Depuis, les choses ont bien changé et chaque acteur a désormais sa politique pétrolière et ses objectifs propres souvent opposés à ceux des autres acteurs.
En somme, trois acteurs se dégagent dans le système d’exploitation du pétrole : les grandes compagnies, les États consommateurs et les États producteurs. Au fur et à mesure de l’industrialisation de certains pays, les états prirent des mesures pour se protéger contre la montée en puissance des grandes compagnies. Les états ont pris conscience de l’importance du pétrole dans les relations internationales, en particulier depuis la seconde guerre mondiale et l’éveil du Tiers monde a remis en cause la place importante des grandes compagnies.

### Enjeux géopolitiques actuels
Le pétrole, ressource essentielle aux modes de vie actuel et aux développements des sociétés est une ressources de plus en plus convoitée. Cette ressource étant épuisable et la pensée d'un monde sans pétrole se développant, c'est une course à l'or noir qui se produit avec les prix du baril qui augmentent de manière constante depuis 2016. L'économie mondiale ralentit mais l'exploitation du pétrole non conventionnel et des gisements offshore donnent de nouvelles perspectives.
L'Iran est actuellement le troisième producteur de brut au sein de l'Organisation des pays exportateurs de pétrole (OPEP), derrière l'Arabie saoudite et l'Irak, et le cinquième ou sixième sur le plan mondial. L'annonce par les États-Unis de leur retrait de l'Accord nucléaire iranien et du rétablissement des sanctions va dissuader certaines compagnies pétrolières non américaines d'importer du pétrole iranien et d'investir dans le secteur pétrolier en Iran. Cependant les pays européens et asiatiques restent engagés dans cet accord mais ce sont essentiellement des entreprises et non les états qui achètent du pétrole en Iran ; et peu d'entre elles sont prêtes à prendre le risque de soutenir l'Iran face aux États-Unis. L'Arabie Saoudite semble vouloir tirer profit de cette crise diplomatique entre l'Iran et les États-Unis et se dit prête à fournir les barils manquants à la suite de la probable diminution des exportations iraniennes.
Le pétrole saoudien fait actuellement l'objet d'un bras de fer entre les États-Unis et la Chine. Pour certains analystes de Commerzbank, « Le risque d'une guerre commerciale entre les États-Unis et la Chine [...] est complètement ignoré par le marché. Mais cela ne durera pas forcément, dans la mesure où ces deux pays sont les plus gros consommateurs et importateurs de pétrole au monde », pointant du doigt un regain du protectionnisme.

## Impact environnemental
Après épuisement des gisements faciles à atteindre, l'industrie pétrogazière consomme de plus en plus d'énergie pour accéder aux gisements très profonds et aux hydrocarbures dits « non conventionnels ». En outre, l'énergie utilisée pour le forage et le fonctionnement des puits provient elle même du pétrole. L'EROEI (Energy Return On Energy Invested) ou taux de retour énergétique ne cesse de se dégrader : au milieu des années 2010, il faut environ environ 20 % d'un baril de pétrole déjà extrait pour produire un nouveau baril de pétrole, le transporter, le raffiner et le distribuer. L'extraction de pétrole à partir de sables bitumineux ou de gisements en eaux profondes consomme beaucoup plus d'énergie que l'exploitation des anciens gisements conventionnels.
Certains puits profonds captant des hydrocarbures en condition de haute pression et haute température présentent des risques nouveaux car ils remontant un produit plus contaminé par les métaux lourds, métalloïdes toxiques, résidus cireux et radionucléïdes ; tout en consommant aussi de plus en plus d'eau. C'est pourquoi, cette industrie, et les forages sont de plus en plus encadrée par des normes de sécurité et de protection de l'environnement, qui ont motivé certaines modification des méthodes d'extraction. L'industrie extractive est confrontée dans son ensemble à une raréfaction des ressources faciles à exploiter, ce qui rend plus difficile de diminuer l'empreinte écologique des filières (pétro-gazières notamment) .
De plus, l'université de Princeton a confirmé en 2015 que les puits de pétrole abandonnés continuent de polluer et perturber le climat, dont en émettant du méthane. Des dizaines de mesures directes des flux de méthane ont été faites sur 19 puits de pétrole et de gaz abandonnés en Pennsylvanie, dans des contextes géologiques différents, en juillet, août et octobre 2013 et en janvier 2014 : tous continuaient à émettre du méthane, et parmi eux, trois avaient des taux d'émissions très élevés (trois fois plus élevés que la moyenne de tous les puits étudiés. Les émissions de méthane ne peuvent donc pas se justifier par un particularisme des sols. Ce méthane pourrait représenter la 2e plus importante source d'émissions de gaz à effet de serre aux États-Unis. Et ces émissions de méthane ne sont, aujourd'hui, pas prises en compte dans les bilans de pollution et de contribution au dérèglement climatique, États-Unis notamment où l'Agence américaine de protection de l'environnement ne les a jamais comptabilisé. 
Or, le nombre de puits abandonnés est amené à grandir, au vu de la consommation croissante de pétrole au niveau mondial, ce qui inquiète les scientifiques.
Enfin, malgré l'accroissement des normes sur l'exploitation pétrolière, le forage continue à engendrer des risques de pollutions des aquifères par les hydrocarbures.